# Leptopelis nordequatorialis
Leptopelis nordequatorialis là một loài ếch thuộc họ Hyperoliidae.
Loài này có ở Cameroon và Nigeria.
Môi trường sống tự nhiên của chúng là đồng cỏ nhiệt đới hoặc cận nhiệt đới vùng đất cao, đầm nước, đầm nước ngọt, đầm nước ngọt có nước theo mùa, suối nước ngọt, và vùng đồng cỏ.